# Нарын (Атырауская область)
Нарын (каз. Нарын) — село в Исатайском районе Атырауской области Казахстана. Административный центр Нарынского сельского округа. Код КАТО — 234241100.

## Население
В 1999 году население села составляло 651 человек (312 мужчин и 339 женщин). По данным переписи 2009 года, в селе проживали 842 человека (425 мужчин и 417 женщин).

## Галерея

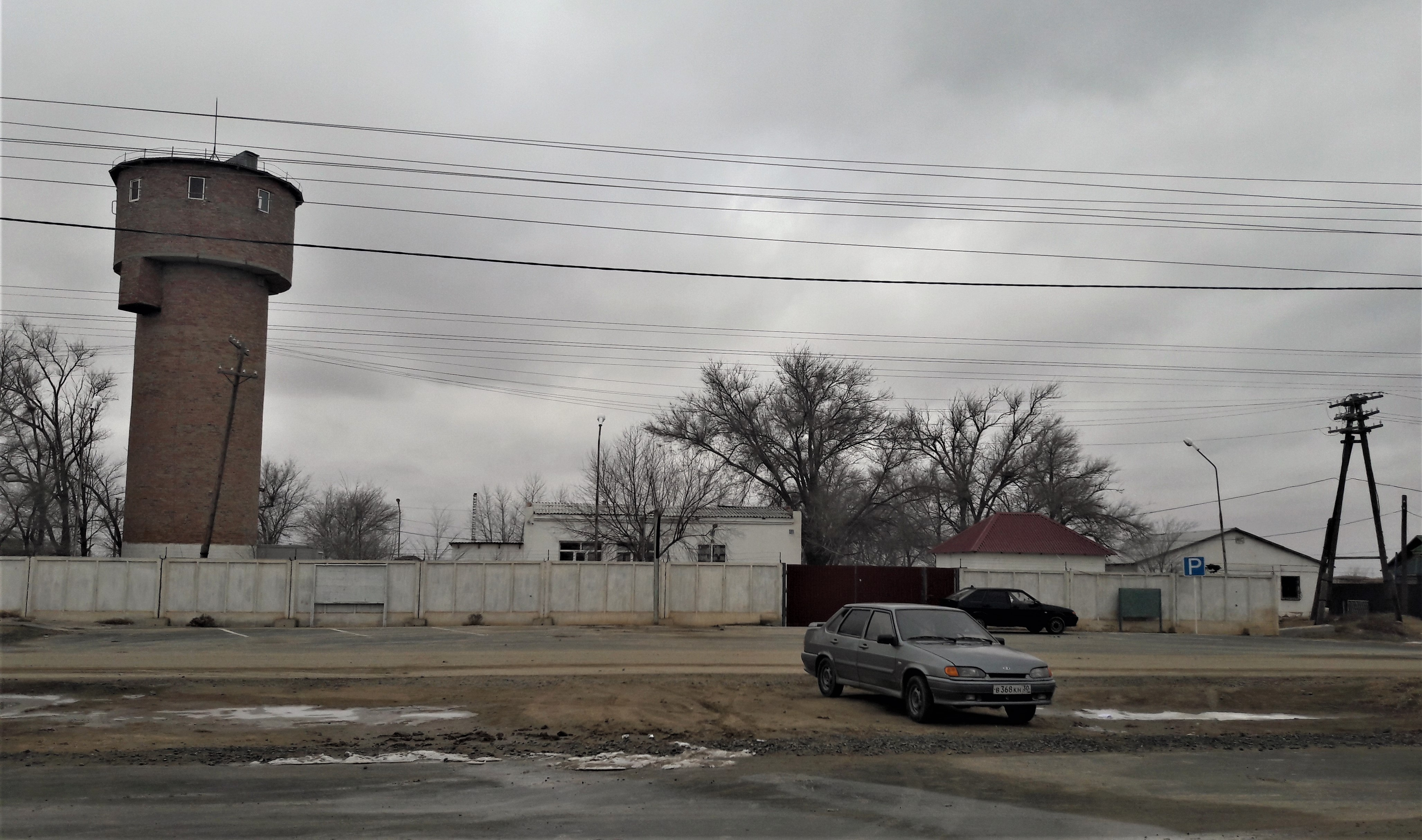
Вид села
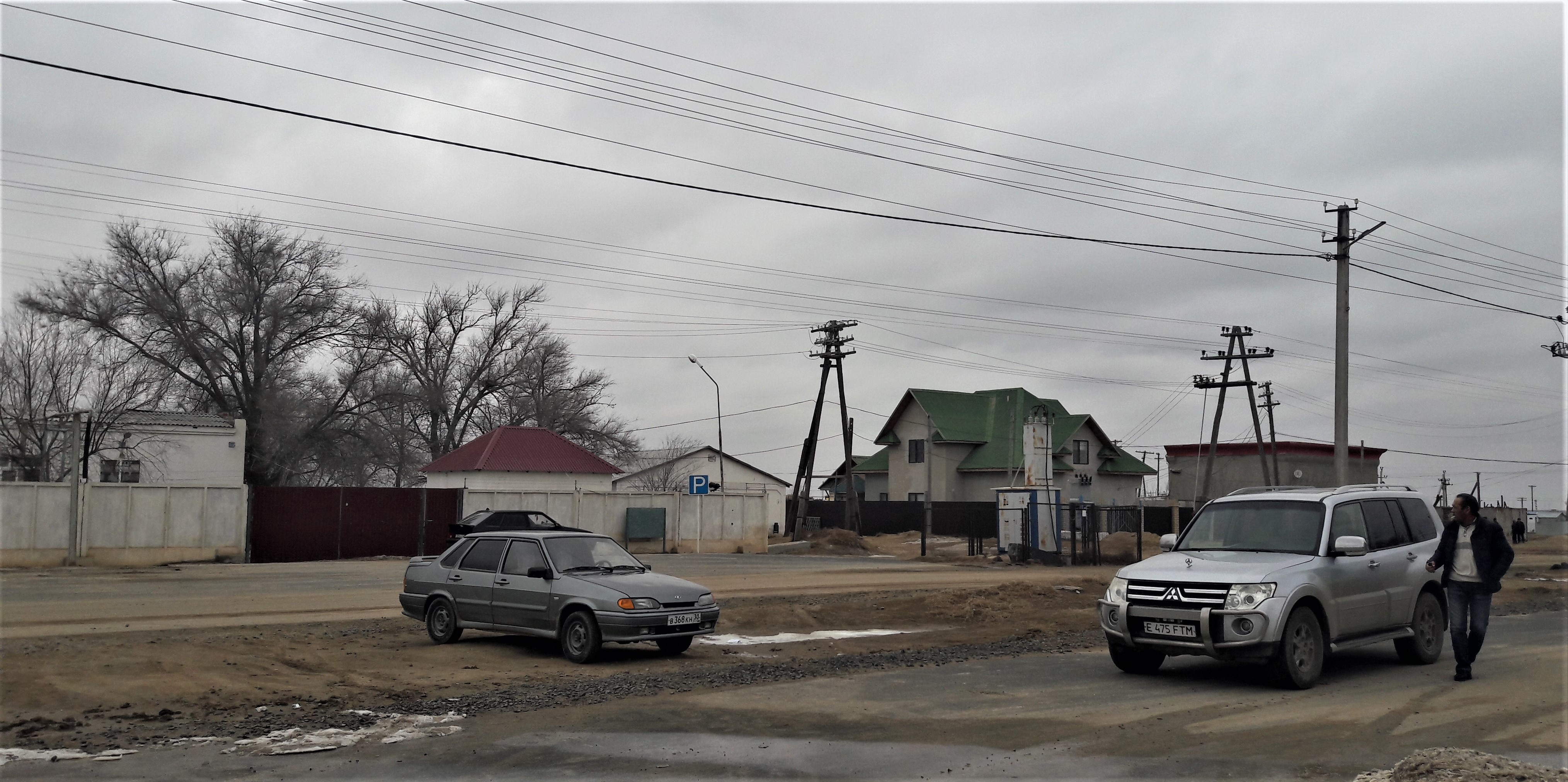
Вид села